# إيزاو تاكاهاتا
إيزاو تاكاهاتا (باليابانية: 高畑 勲) ولد في 29 أكتوبر 1935 وتوفي في طوكيو في 5 أبريل 2018 (82 سنة)

، فنان ومؤلف ومخرج سينمائي ومنتج أفلام ياباني، نال شهرة عالمية كمخرج لأفلام الأنمي. تاكاهاتا هو الشريك المؤسس لاستوديو قيبلي مع زميله وصديقه هاياو ميازاكي. كتب وأخرج أفلاماً مثل الدراما الحربية قبر اليراعات والدراما الرومانسية مطر الذكريات والكوميديا جيراني من عائلة يامادا .
تخرج تاكاهاتا من جامعة طوكيو قسم الأدب الفرنسي عام 1959 ثم التحق بإستديو توي أنيميشن للرسوم المتحركة (Toei Animation) للعمل كمخرج مساعد ثم مخرج التقى هناك بهاياو ميازاكي الذي أصبح زميله في العمل في مجال الرسوم المتحركة طوال حياته.

## أعماله
قام إيزاو تاكاهاتا بإخراج أول أفلامه، الأمير الصغير، والذي فشل تجاريا على الرغم من نجاحه الفني (طبقا لتقنية تلك الفترة)، مما أدى إلى إقصاء تاكاهاتا من العمل  في ستوديو تويي، الأمر الذي نتج عنه انفصال كل من تاكاهاتا وميازاكي عن ستوديو تويي والمشاركة في عدة أفلام من إنتاج ستوديوهات أخرى.
خلال تلك الفترة، قام تاكاهاتا بإخراج مسلسل وداعا ماركو (بالإنجليزية: 3000 Leagues in Search of Mother)‏ وعمل أيضا في شركات إنتاج أخرى مثل (بالإنجليزية: SHIN-EI ANIMATION Co., Ltd)‏ حيث كان سيقوم هو وميازاكي بإخراج فيلم اسمه جنان ذات الجورب الطويل وسافرا معا إلى السويد للحصول على ترخيص من كاتبة القصة أستريد ليندغرين ولعمل رسومات للمناظر والمدن التي سيتم استخدامها في الفيلم ولكنهما قوبلا بالرفض من جهة الكاتبة وبقيت هذه الرسومات مادة غنية لتستخدم فيما بعد في فيلم كيكي لخدمة التوصيل.
في عام 1985، دعا ميازاكي زميله في العمل وصديقه تاكاهاتا للانضمام إليه في الاستوديو الذي يقوم بتكوينه والذي أطلق عليه اسم إستديو جيبلي وذلك بعد النجاح الساحق الذي حققه فيلم (بالإنجليزية: Nauscica of the Vally of the Winds)‏ ناوسيكا أميرة وادي الرياح ليقوم تاكاهاتا بإخراج رائعته التي تعتبر من أفضل أفلام الرسوم المتحركة علي الإطلاق قبر اليراعات ثم بعد ذلك فيلم مطر الذكريات وحرب الراكون وأخيرا جيراني من عائلة يامادا هذا بالإضافة إلى مسلسلات وحلقات قصيرة كانت تذاع على التلفزيون الياباني.

## الطابع العام لأفلام تاكاهاتا
تأثر تاكاهاتا بالحركة الواقعية الحديثة في إيطاليا وحركة الموجة الجديدة في الأفلام الفرنسية خلال الستينات من القرن العشرين وهذه التأثيرات تجعل أعمال تاكاهاتا تختلف عن باقي أعمال الرسوم المتحركة التي تتميز بالفانتازيا والخيال فعلى العكس من ذلك فإن أعمال تاكاهاتا تتميز بالواقعية والتعبيرية.
تأثير الواقعية الحديثة يظهر بوضوح في اهتمامه بالتفاصيل اليومية في حياة الشخصيات مثل إظهار تفاصيل عمل الفلاحين في الحقول مثلما في فيلم مطر الذكريات. التأثيرات الانطباعية يمكن ملاحظتها في المشاهد حيث يذوب الحد الفاصل بين الواقع والخيال بالنسبة للشخصية مثل مشهد الفتاة تايكو في فيلم مطر الذكريات عندما تقابل حبها الأول وتشعر بهذا الحب لتتسلق درجات وهمية إلى السماء متغلبة على الجاذبية ثم وهي تطفو بعد ذلك لتظهر نائمة فوق فراشها بالمنزل.

## روابط خارجية
- إيزاو تاكاهاتا على موقع IMDb (الإنجليزية)
- إيزاو تاكاهاتا على موقع الموسوعة البريطانية (الإنجليزية)
- إيزاو تاكاهاتا على موقع مونزينجر (الألمانية)
- إيزاو تاكاهاتا على موقع ألو سيني (الفرنسية)
- إيزاو تاكاهاتا على موقع ميوزك برينز (الإنجليزية)
- إيزاو تاكاهاتا على موقع أول موفي (الإنجليزية)
- إيزاو تاكاهاتا على موقع قاعدة بيانات الأفلام السويدية (السويدية)
- إيزاو تاكاهاتا على موقع ديسكوغز (الإنجليزية)
- إيزاو تاكاهاتا على موقع قاعدة بيانات الفيلم (الإنجليزية)
- إيزاو تاكاهاتا على موقع كينوبويسك (الروسية)